# 谢赫·乌畏思
谢赫·乌畏思一世（Shaikh Uvais I，?—1374年），蒙古札剌亦儿部人。伊兒汗國末期，西部分裂为楚邦王朝和札剌亦儿王朝，谢赫·乌畏思是札剌亦儿王朝的建立者谢赫·大哈散王公的儿子。
1356年，谢赫·大哈散去世，谢赫·乌畏思在巴格达继位。隔年，金帐汗国可汗札尼别攻入桃里寺（大不里士），楚邦王朝君主马立克·阿希拉夫被杀，楚邦王朝灭亡，而伊兒汗國可汗努失儿完不知所终，桃里寺的正统伊儿汗国宣告结束。随即，札尼别遇刺，谢赫·乌畏思乘机在1358年占领并迁都桃里寺。
1374年，谢赫·乌畏思去世，繼位給長子謝赫·哈散。
| 前任： 谢赫·大哈散王公 | 札剌亦儿王朝君主 1356年－1374年 | 繼任： 謝赫·哈散 |